# 稲生武
稲生 武（いのお たけし、1939年9月11日 – ）は日本の実業家、技術者、元いすゞ自動車株式会社代表取締役社長。

## 人物
いすゞ自動車では操縦安定性、振動騒音、人間工学などの研究開発を行い、大型車開発を中心とする技術者出身の経営者である。また、1974年には品質工学を提唱していた田口玄一博士から操縦性評価などについての指導を受けた。

## 略歴
- 1962年: 東京工業大学理工学部機械工学科卒業
- 1962年: いすゞ自動車株式会社入社
- 1982年: 開発本部大型車研究実験部長
- 1990年: 取締役（開発管理部長）
- 1993年: 常務取締役（開発管理部門、大型車開発部門）
- 1995年: 専務取締役（商品企画部門、開発部門、生産部門、購買部門、海外生産事業部門）
- 1998年: 取締役副社長
- 1998年: 代表取締役社長兼COO（最高執行責任者）
- 2001年: 取締役会長
- 2001年: 東日本旅客鉄道株式会社取締役
- 2002年: いすゞ自動車株式会社特別理事

この間、（株）いすゞセラミックス研究所、いすゞエンジニアリング（株）、（株）いすゞ中央研究所の各社長を歴任した。また、東京工業大学機械系同窓会白星会会長、日本機械学会フェロー、自動車技術会フェロー、2004年には品質工学会会長を務めた。
| ビジネス    | ビジネス                         | ビジネス      |
| ----------- | -------------------------------- | ------------- |
| 先代 関和平 | いすゞ自動車社長 1998年 - 2000年 | 次代 井田義則 |